# 秋元奈美
秋元 奈美（あきもと なみ、1月24日 - ）は、日本の漫画家。神奈川県在住血液型はO型。

## 来歴
1986年、第2回なかよし新人まんが賞佳作の「LOVING YOU」が『なかよしデラックス』（講談社）8月号に掲載されデビュー。
同期の武内直子や猫部ねことともに1990年代前半の『なかよし』（講談社）の主力作家として活躍、その後は、『少女フレンド』（廃刊、同）→『なかよし』→『デザート』（同）と渡り歩いた。2018年、『恋愛LoveMAX』（秋田書店）で作品を発表。
代表作は『ミラクル☆ガールズ』。同作品は1993年にテレビアニメ化もされた。

## 人物
茶道、お風呂で読書をすること、美術鑑賞が趣味である。『ハーレクイン』で執筆するようになってからは、過去に熱中していたというお城や宮殿に対する熱意が復活しつつあるのだという。

## 作品リスト
- 花まるカンパニー（1988年、講談社）
- Pなつ通り（1989年 - 1990年、講談社）
- ミラクル☆ガールズ（1991年 - 1994年、講談社）
- 天使にKISS（1995年、講談社）
- マイティーエンジェル（1996年、講談社）
- めざせ!マンガ大王（1996年、ポプラ社）
- スノードロップ（1997年、講談社）
- ミル・フルール（1997年 - 1998年、講談社）
- この青に恋をした（1998年、講談社）
- 心まで抱いて（2000年、講談社）
- うるきゅー（1999年 - 2003年、講談社）
- バージン・レッスン（2001年、講談社）
- ヴィーナス・プロジェクト（2003年、講談社）
- プリ☆ハニ（2004年 - 2005年、講談社）
- -鷹- 5000人を抱いた男 AV男優・加藤鷹物語（2004年、講談社）
- イジメテミタイ（2005年、講談社）
- ガーターベルトにkissして（2005年、講談社）
- 危ないストロベリー・ボーイ（原作：秋山舞子、2006年、講談社）
- レンタル彼氏（2007年、講談社）ISBN 978-4-06-365437-0
  - レンタル彼氏（原案：酒井あゆみ、『THE デザート』2006年9月号[2]）
  - ショコラとバゲットとKISS
- パリの恋人たち（2008年、講談社）
- ヌードな女－蒼井そら物語－（2008年、講談社）
- 東京SEX〜恋、かもしれない〜（2009年 - 2010年、講談社、既刊2巻）
- いじめて縛って触って…愛して。（2012年1月16日発売[3]、秋田書店）
- スーツを着た悪魔（2012年10月16日発売[4]、秋田書店）
- 俺様のおやつ（2013年7月16日発売[5]、秋田書店）
- 妄想オフィス〜ドS上司の刺激まみれなリアル調教〜（2014年3月14日発売[6]、秋田書店）
- ココロとカラダが濡れるまで（2014年9月16日発売[7]、秋田書店）
  - ココロとカラダが濡れるまで
  - 結婚しない男
  - あなたに堕ちる夏（『恋愛LoveMAX』2014年8月号）
  - 月読の恋人
- 愛しすぎて憎い男（2015年1月16日発売[8]、秋田書店）
  - 愛しすぎて憎い男
  - つながりたいの
  - 王子専用!（『恋愛LoveMAX』2014年10月号）
  - 恋愛フェティッシュ
  - 恋祭り
- 誘惑の多い料理店（2015年4月16日発売[9]、秋田書店）
- 感じる秘書室〜痴態と純情〜（2015年9月16日発売[10]、秋田書店）
  - 感じる秘書室（『恋愛LoveMAX』2015年8月号）
  - 痴態と純情（『恋愛LoveMAX』2014年12月号）
  - おしおきは残業のあとで（『恋愛LoveMAX』2015年2月号）
  - 凌辱契約（『恋愛LoveMAX』2015年4月号）
  - 世界で一番嫌いな君と（『恋愛LoveMAX』2015年6月号）
- オモチャはたっぷりと可愛がってください（2016年6月16日発売[11]、秋田書店）
  - オモチャはたっぷりと可愛がってください（『恋愛LoveMAX』2016年2月号）
  - あなたがつける傷あとを（『恋愛LoveMAX』2015年10月号）
  - 今夜もみだらな雨が降る（『恋愛LoveMAX』2015年12月号）
  - 獣はオフィスで捕食する（『恋愛LoveMAX』2016年4月号）
- 発情エリートに襲われてます（2017年1月16日発売[12]、秋田書店）
- 黒上司の飴と鞭（2017年11月16日発売[13]、秋田書店）
- 淫魔の生贄（2018年5月16日発売[14]、秋田書店）
- 愛の囚われ人（ハーレクイン）
- 社長にうつつを抜かしたら（2019年3月18日発売[15]、秋田書店）
- 乱れぼくろにくちづけ〜CEOは巴里に溺れる〜（2019年11月15日発売[16]、秋田書店）
- エロ神様、エロ神様、私を天国にイかせてください！（2020年9月16日発売[17]、秋田書店）
- 淫楽島 〜ちちくりあいらんど〜（2021年7月15日発売[18]、秋田書店）
- オークション・ブライド（原作：エイミー・J・フェッツァー、2021年8月、ハーレクイン）
- 社長にご奉仕するだけの簡単なお仕事です（2021年11月16日発売[19]、秋田書店）
- 出来る男を玩具にするだけの簡単なお仕事です（2022年7月14日発売[20][21]、秋田書店）
- 億万長者とメイドの一夜（2022年8月1日発売[22]、ハーレクイン）